# 현경호
현경호(玄慶鎬 , 1961년 6월9일 ~)는 대한민국의 기업인이자 , 작가 , 대학교수이다. 

## 학력
| 교육기관                                             | 기 간  | 전 공                                       | 학 위                             |
| 영남대학교 경영대학원 수료                           | 1989년 |                                             |                                   |
| 연세대학교 생활환경대학원 외식산업최고고위자과정수료 | 2001년 |                                             |                                   |
| 고려대학교 평생교육원 한화 CEO과정 수료              | 2015년 |                                             |                                   |
| 부경대학교 경영대학원 최고경영자과정 수료            | 2015년 |                                             |                                   |
| 동의대학교 관광학부 호텔외식경영학과 졸업            | 2007년 | 전공:호텔외식경영학. 부전공: 외식산업경영학 | 호텔외식경영학학사 외식경영학학사 |
| 동의대학교 교육대학원 평생교육학과 졸업              | 2017년 | 평생교육                                    | 교육학석사                        |
| 부경대학교 경영대학원 경영학과 졸업                  | 2009년 | 관광경영                                    | 경영학석사                        |
| 부경대학교 일반대학원 경영학과 졸업                  | 2014년 | 관광경영                                    | 관광경영학박사                    |

## 경력
대구달서청년회의소 통일관계분과위원장
대구가장돕기청년협의회 ‘녹원회’ 설립인 및 회장
주왕산삼계탕 설립 및 본점대표
주왕산삼계탕 체인본부 대표(89개 체인점 개점)
한국수석회 대구지회 총무
대구영우라이온스클럽 제2부회장
민족통일 대구시협의회 부회장
한국외식산업경영학회 이사
하수련식품 대표
이솔 산오리 체인본부 대표(6개 체인점 개점)
해운대문화관광협의회 자문위원
한국문화관광외식경영평가원 평가위원
부산여자대학교 관광계열 겸임교수
한나라당 중앙위원회 부위원장(체육분과 상임위원)
동아대학교 국제관광학과 교과자문위원
민주평화통일자문회의 해운대구 자문위원

## 저서
“ 외식업고수가 들려주는 맛난 잔소리”
“ 외식사업경영론” 백산출판사
“ 외식창업과 프랜차이즈” 두남출판사

## 논문
| 2009년 | “대형 독립레스토랑의 서비스품질과 관계혜택이 고객만족에 미치는 영향 - The Effects of Service Quality and Relational Benefits on Employee Satisfaction and Customer in Large-scale Independent Restaurants.” (석사학위논문) |

| 2014년 | “외식기업의 서비스경험자산이 브랜드자산을 매개로 고객충성도에 미치는 영향 - How Service Experience Equity Leads to Customer Loyalty in the Foodservice Industry: The Mediating Role of Brand Equity (박사학위논문) |